# 冠豸山站
冠豸山站，原称冠豸山北站，位于中华人民共和国福建省龙岩市连城县隔川乡，是清冠铁路上的火车站。

## 历史
2016年4月21日，浦梅铁路建宁至冠豸山段铁路项目先期工程在龙岩市连城县上园隧道出口处开工，计划设置冠豸山北站。
2017年8月14日，冠豸山站正式破土动工。
2021年7月1日，原冠豸山站更名为冠豸山南站，清冠铁路（原浦梅铁路清流至冠豸山段）冠豸山北站更名为冠豸山站。9月30日，冠豸山站随清冠铁路的开通一起投入使用。